# Katholische Kirche (Beindersheim)
Die Katholische Kirche Hl. Kreuz, St. Peter und St. Nikolaus in der Kirchenstraße 9 in Beindersheim ist ein neubarocker Putzbau, der sich architektonisch an oberbayerischen Vorbildern orientiert.

## Geschichte und Baubeschreibung
Die Kirche wurde 1914–1916 nach Plänen des Mannheimer Architekten Wendelin Leonhardt auf dem Grundstück des ehemaligen katholischen Pfarrhauses (ab 1832 Schulhaus) erbaut. Die Grundsteinlegung fand am zweiten Osterfeiertag statt. Der Baustil entsprach der damals üblichen gestalterischen Tendenz zu barocken Formen; eine Rolle bei der konkreten Ausgestaltung mag außerdem gespielt haben, dass die Pfalz zu dieser Zeit administrativ zu Bayern gehörte und der Bau sich daher an dortige Kirchen anlehnt. Bis zu diesem Zeitpunkt hatte die katholische Gemeinde in Beindersheim gemeinsam mit den Protestanten eine Simultankirche, die heutige Protestantische Kirche, benutzt.
Das zweiteilige Portal im Südende des Gotteshauses ist mit einem reich skulpturierten Sandsteinaufbau versehen und von außen durch eine Freitreppe erreichbar. Westlich davon an der Seitenwand der Kirche schließt sich der Glockenturm an, der ein achteckiges Glockengeschoss sowie eine Schweifhaube mit Laterne hat. Im Erdgeschoss dieses Turms befindet sich eine Marienkapelle. Auf der anderen Seite des Portals, am Südostende der Kirche, steht ein halbrunder Treppenturm, der deutlich niedriger ist als der Glockenturm, allerdings einen ähnlichen Dachabschluss aufweist.
Der Saalbau der Kirche selbst ist durch Gurte und rustizierte Pilaster gegliedert. Ursprünglich waren in die Decke mit Stuck eingerahmte leere Spiegel eingelassen. Am Nordende des Kirchenschiffes befindet sich hinter einem Triumphbogen eine halbrunde Apsis, an deren beiden Seiten sich eingeschossige Anbauten anschließen. Die gebauchte hölzerne Empore ist sich am gegenüberliegenden Ende der Kirche, im Süden über dem Haupteingang. Sie beinhaltet die romantische, pneumatisch betriebene Orgel, die sich in einem neubarocken Gehäuse befindet.
Die Innenausstattung des Gebäudes stammt teilweise aus der zuvor benutzten Simultankirche, so etwa der viersäulige Hochaltar aus Stein in der Apsis aus der Zeit um 1750, der in Ölgemälden die beiden Heiligen Petrus und Paulus sowie zahlreiche Engelsfiguren zeigt. Ebenfalls in dieser Zeit entstand der hölzerne Kanzelkorb, der allerdings der katholischen Pfarrkirche in Heßheim entstammt. Sehenswert sind außerdem die kunstvollen figürlichen Fensterverglasungen, die verschiedene Stationen aus dem Leben des heiligen Petrus aufzeigen. Im Jahr 1703 hergestellt wurde der hölzerne Korpus (Körper des Gekreuzigten) eines Kruzifixes, der sich ursprünglich ebenfalls im Vorgängerbau, der Simultankirche an der Stelle der jetzigen protestantischen Kirche, befand. Erst im Zuge des Neubaus Anfang des 20. Jahrhunderts entstanden sind dagegen der Beichtstuhl, die Bestuhlung und die hölzernen Kreuzwegstationen, die 1919 von Simon Höpfel (Speyer) geschaffen wurden. Auch die beiden Nebenaltäre stammen erst aus dieser Zeit.
Die Marienkirche im Glockenturm beinhaltet eine Pietà aus Holz, die wohl wie der Hochaltar der Hauptkirche in der Mitte des 18. Jahrhunderts entstanden ist, aber sogar auf ein Vorbild aus dem 14. Jahrhundert zurückgehen dürfte. Auch sie wurde aus der früheren Simultankirche übernommen.
In den Jahren 2002–2003 wurde das Innere der katholischen Kirche umfassend renoviert und wird seitdem gerne für kirchliche Feierlichkeiten genutzt. An der linken Außenseite der Kirche wurde im Jahr 2009 eine Marienstele errichtet, die zum Gebet und zum Verweilen einlädt.

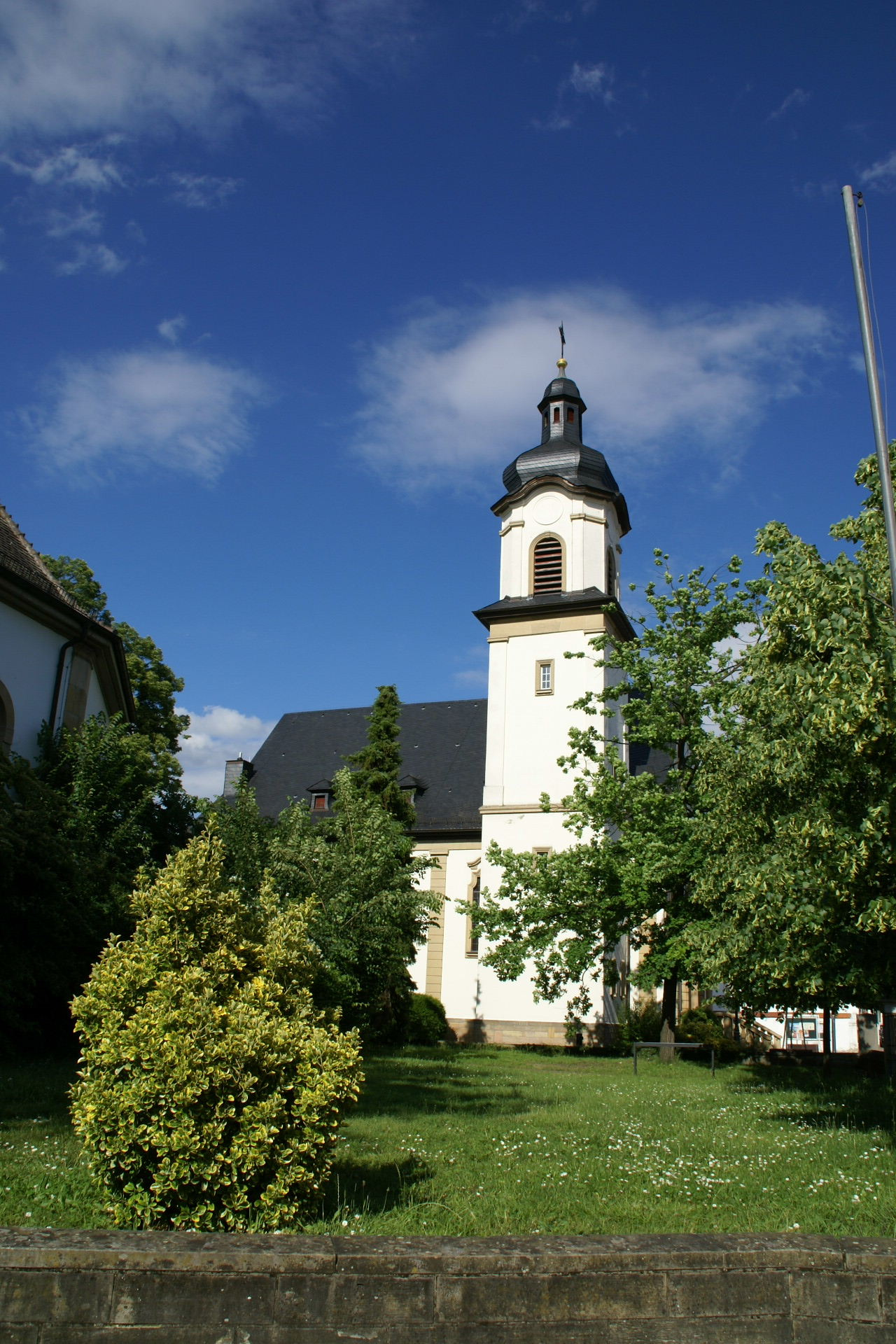
Blick auf die Kirche
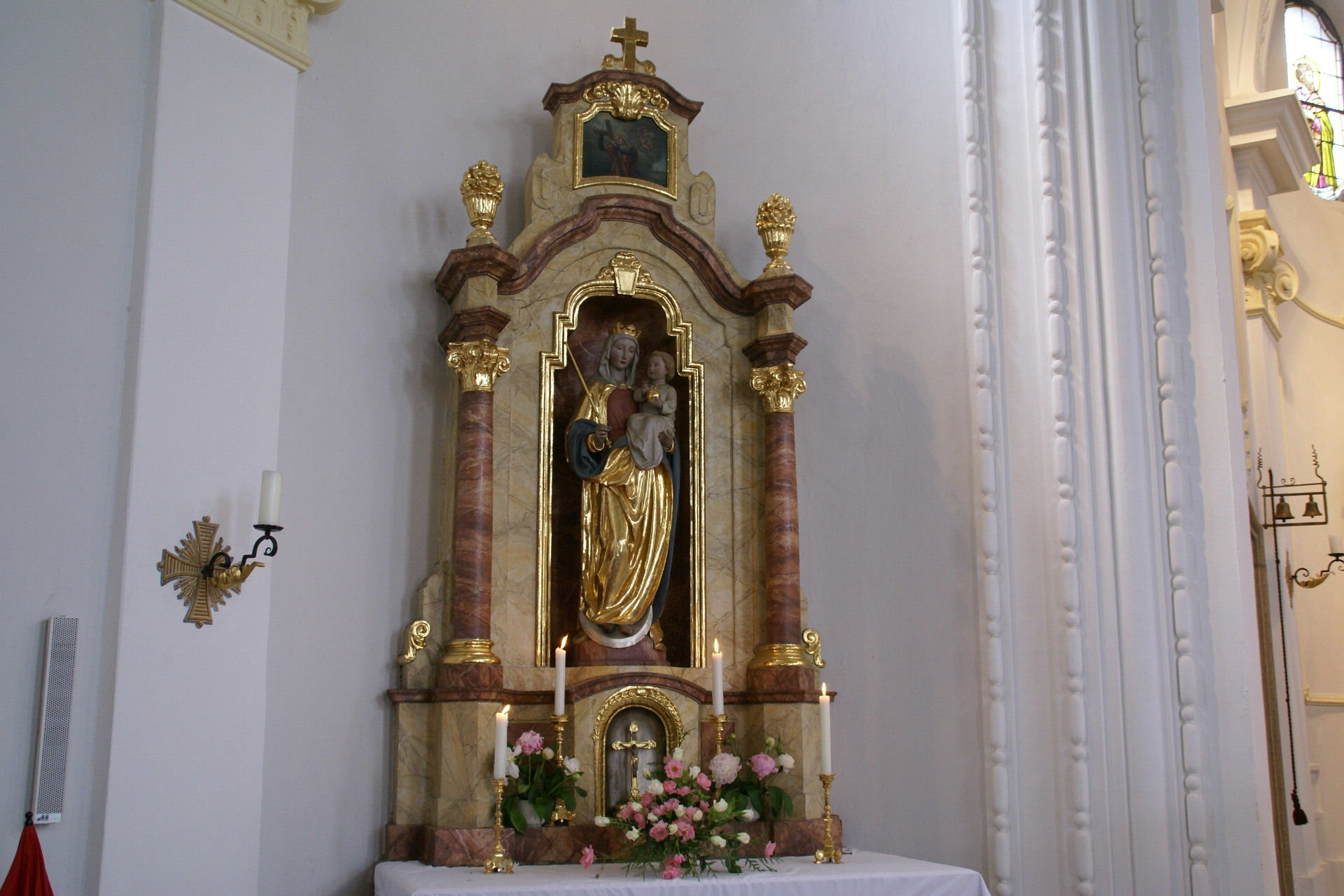
Innenansicht
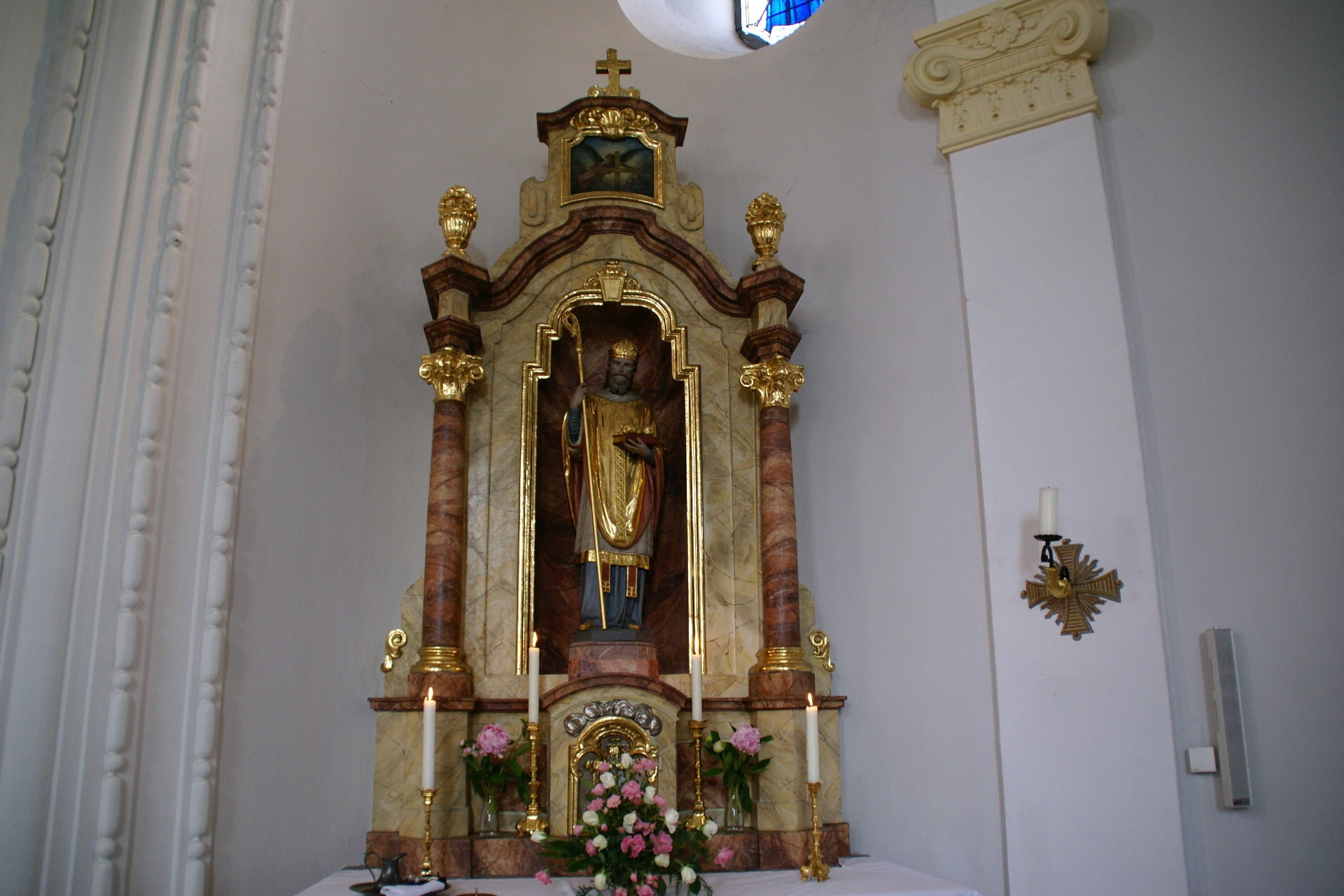
Innenansicht
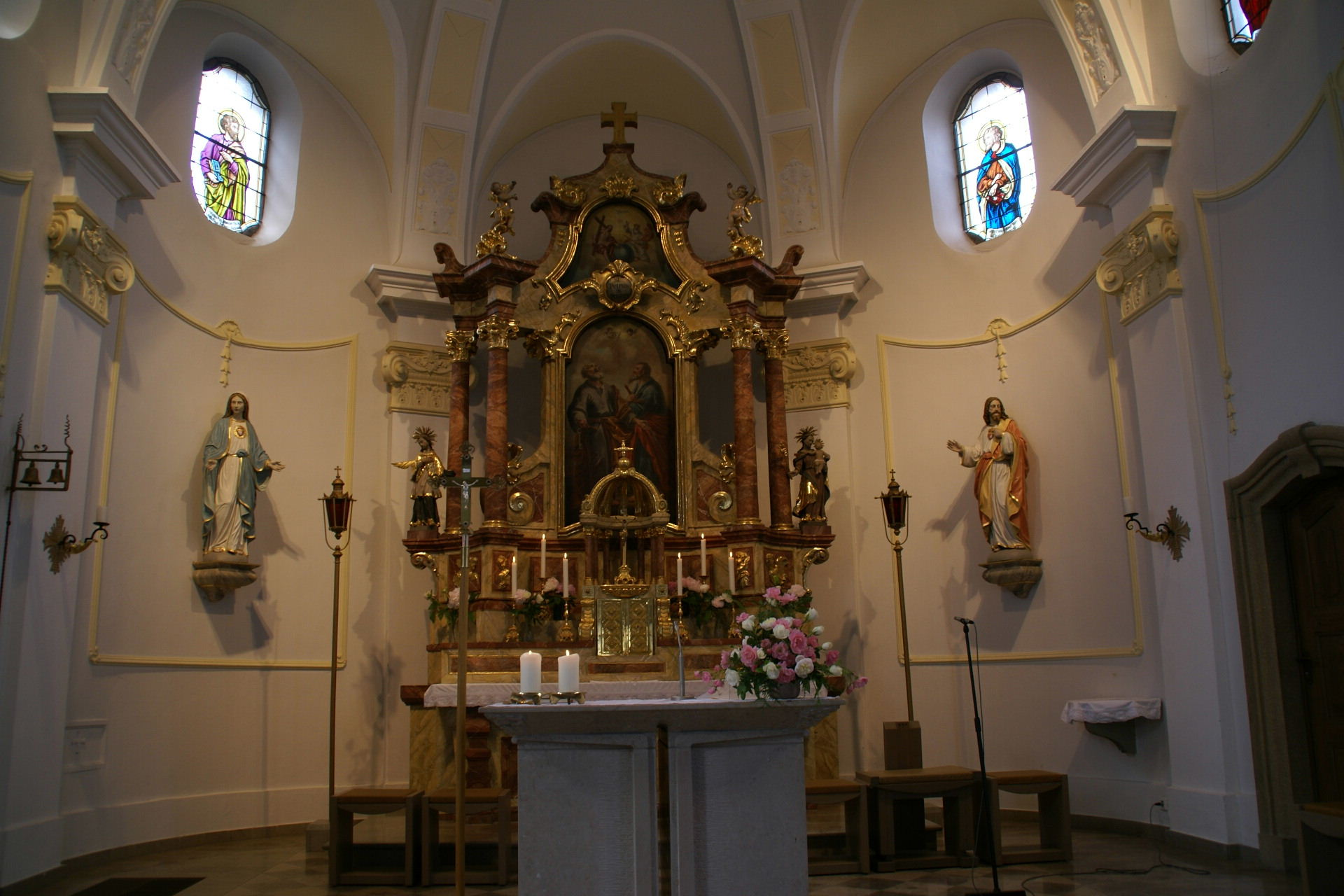
Hochaltar
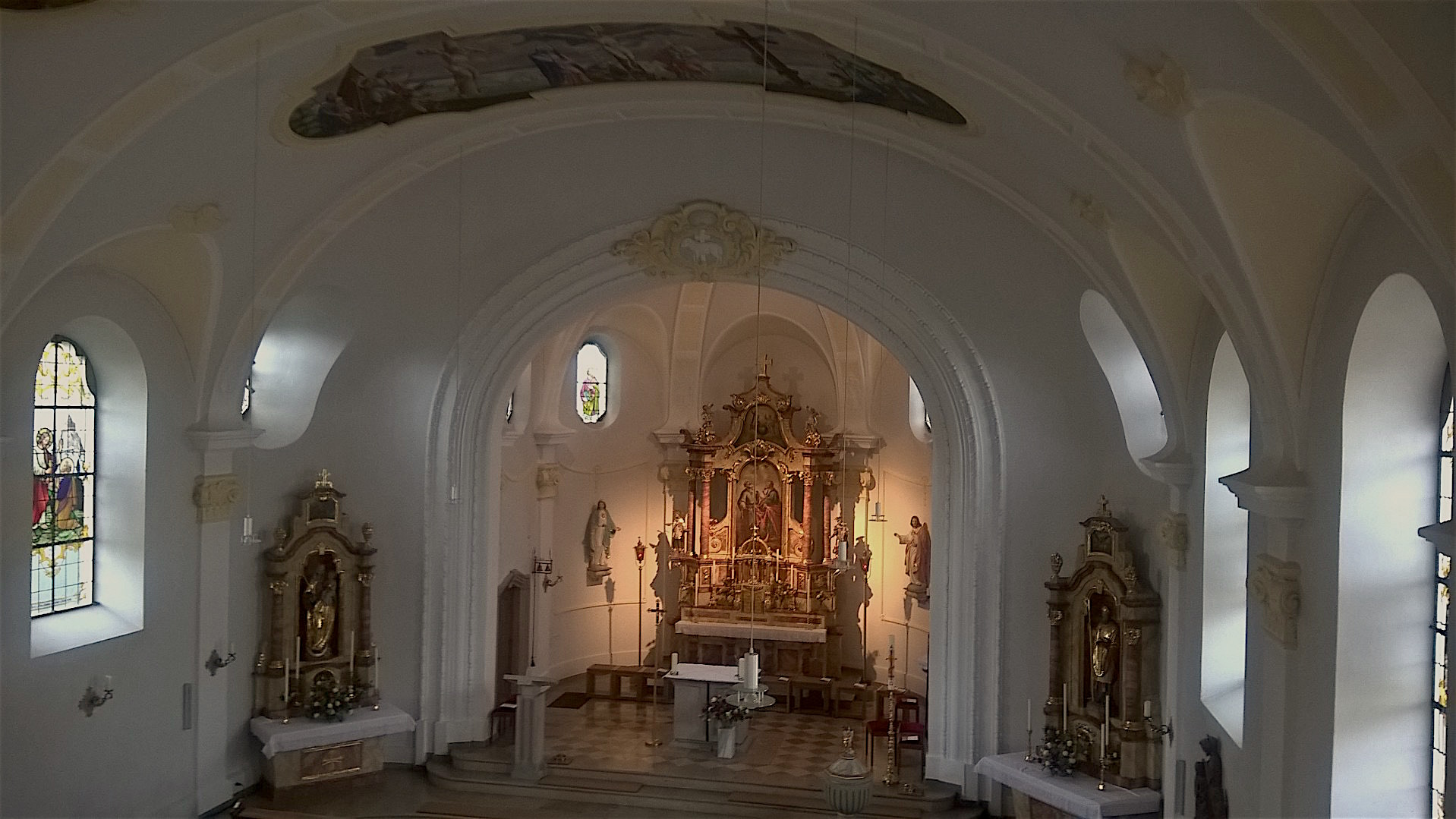
Blick von der Empore